# Claude Rodier
 (décembre 2010).
Si vous disposez d'ouvrages ou d'articles de référence ou si vous connaissez des sites web de qualité traitant du thème abordé ici, merci de compléter l'article en donnant les références utiles à sa vérifiabilité et en les liant à la section « Notes et références ».
Pour les articles homonymes, voir Rodier.
Claude Rodier, née le 21 juillet 1903 à Saint-Éloy-les-Mines, (Puy-de-Dôme) et morte le 11 novembre 1944 au camp de Ravensbrück (Allemagne), épouse de Pierre Virlogeux, ancienne élève de l’École normale supérieure de jeunes filles de Sèvres, agrégée de physique, enseignante, a été sergent-chef des MUR (Mouvements unis de la Résistance) d’Auvergne.

## Biographie

### Ses origines et sa formation
Claude Rodier naît le 21 juillet 1903 à Saint-Éloy-les-Mines (Puy-de-Dôme) dans une famille d'enseignants laïcs et républicains. Ses ancêtres ont travaillé dans la mine et l'un de ses grands-pères est mort dans une grande catastrophe minière qui endeuilla les Combrailles à la fin du XIXe siècle.
Élève brillante, elle intègre en 1921 l'École normale supérieure de jeunes filles de Sèvres où elle suit particulièrement les cours du physicien Paul Langevin. Elle en sortira, en 1923, comme « plus jeune agrégée de France » en physique.

### Avant la Seconde Guerre mondiale
Après avoir enseigné quelque temps à Pamiers, elle rejoint Riom où elle est nommée professeur au lycée de jeunes filles.
Elle épouse le 28 août 1926, à Clermont-Ferrand, Pierre Virlogeux, jeune ingénieur céramiste. De son union avec celui-ci, naissent deux fils : Jean (1927-2006) et Marc (1934-2008).
En 1929, elle accompagne son mari dans la création de son entreprise « Les Grès Flammés ». Elle mettra au service du laboratoire de celle-ci, ses compétences en physique et en chimie.

### Pendant la Seconde Guerre mondiale
En 1939, au début de la Seconde Guerre mondiale, elle est approchée par l'ambassade des États-Unis, qui, au regard de son cursus en physique atomique, lui propose d'immigrer en Amérique du Nord. Confiante dans l'avenir de la France, soucieuse de l'entreprise de son époux et à cause de la présence d'enfants en bas âge, elle ne donnera pas suite à cette proposition.
En 1940, à la suite de la débâcle et des manques d'effectifs dus aux prisonniers de guerre retenus en Allemagne, elle reprend son métier d'enseignante au lycée de jeunes filles de Riom.

#### Entrée en résistance
Il est assez rare de pouvoir documenter l’entrée en Résistance d'une personne. S'agissant de Claude Rodier, celle-ci est documentée. De fait, cette entrée a lieu dès 1940, quand la guerre a conduit l'université de Strasbourg à trouver refuge à Clermont-Ferrand.
Elle accueille un couple d'enseignants des Vosges d'origine juive, dont la femme était condisciple de Claude Rodier à l'École normale supérieure, et le mari, en contact, depuis le début de la guerre, avec les services secrets britanniques ; dès lors, le chemin était tracé.

#### Arrestation
Claude Rodier est arrêtée le 8 février 1944, avec son mari, Pierre Virlogeux, ses deux fils, Jean (17 ans) et Marc (11 ans) et son père. Ces deux derniers sont libérés dans la journée. Claude Rodier est internée dans une cellule de la prison militaire du 92e régiment d'infanterie où elle partagera la vie de la femme du général André Marteau et de Marie Pfister, grand-mère de l'écrivain Patrick Raynal avec laquelle elle sera déportée au camp de Ravensbrück par le Transport parti de Paris-Romainville le 13 mai 1944 (Matricules 39037 et 38971). Marie Pfister l'accompagnera jusqu'à son décès,.

#### Déportation
À son arrivée au camp, après les opérations d'immatriculation, elle est informée par une autre prisonnière venue d'une autre cellule de la prison du 92e RI et ayant été transportée dans un autre wagon, Christiane Méténier, secrétaire de mairie de Montaigut-en-Combraille, du décès de son mari, le soir de son arrestation, par suicide à la caserne d'Anthéroche à Riom.
Claude Rodier va séjourner quelques semaines au Bunker du Camp de Ravensbrück (camp spécial au cœur du camp principal). Ont séjourné au Bunker : Geneviève de Gaulle-Anthonioz, Odette Sansom, Margarete Buber-Neumann, Germaine Tillion... Les nazis attendent de Claude Rodier qu'elle participe, comme physicienne atomiste, au programme nucléaire nazi. Devant son refus, elle est finalement condamnée à aller décharger des péniches de charbon sur la Schwedt See. Elle y contracte à la fin de l'année 1944, une pleurésie dont elle décédera le 10 novembre 1944,.

## Reconnaissance
À son retour d'Allemagne, Geneviève de Gaulle-Anthonioz rapporte les lunettes de Claude Rodier. Elle les remettra à ses parents qui ignoraient encore le sort de leur petit-fils, Jean Virlogeux, libéré seulement le 6 mai 1945 au camp de concentration de Wöbbelin par la 82e division aéroportée américaine et rapatrié en France par avion le 29 juillet 1945, après un séjour à l'hôpital de Ludwigslust pour y soigner le typhus et une décalcification avancée.

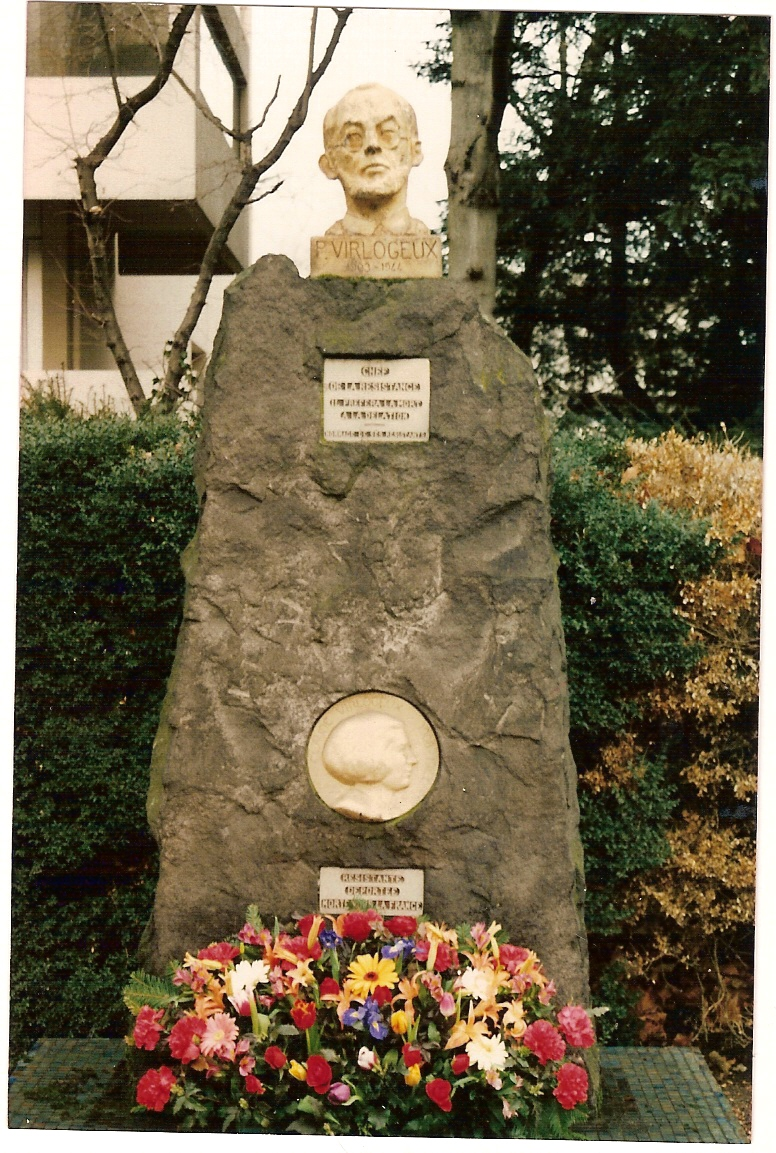
Monument Pierre Virlogeux et Claude Rodier.

Après la guerre, la municipalité de Riom fit rebaptiser l'avenue qui conduit du centre ville à la gare SNCF « Riom-Châtelguyon », « avenue Virlogeux ». Au long de cette avenue, fut érigé le monument en hommage à Claude Rodier et Pierre Virlogeux fait d'une pierre taillée en forme de menhir, sur un socle en carreaux de grès flammés, portant en son centre un médaillon, réalisé par Pierre Virlogeux, représentant Claude Rodier de profil, et surmonté d'un buste « autoportrait » de Pierre Virlogeux.
Le jardin public du XIXe siècle qui borde cette avenue fut également renommé « square Virlogeux ».
Dernier hommage de la municipalité de Riom, le lycée public construit sur l'emprise de la caserne d'Antheroche où se suicida Pierre Virlogeux et où son corps fut caché par les séides du SD de Clermont-Ferrand fut baptisé « lycée Pierre-et-Claude-Virlogeux ».
Depuis le 9 février 2024, la rue Claude-Rodier située à Paris porte son nom.

## Famille
- Pierre Virlogeux

- Jean Virlogeux (1927-2006)[11]

En 1940, comme éclaireur de France, il participe, à Riom, à l'accueil des réfugiés. En 1943, il tente, avec un camarade, de rejoindre le maquis. Sous l'autorité de son père, il participe aux actions de résistance (messager, réceptions de parachutages...).
Le 8 février 1944, Jean Virlogeux vient tout juste de fêter ses 17 ans. Après son arrestation, il est violemment "secoué", notamment par Ursula Brandt. Transféré à la caserne du 92e RI à Clermont-Ferrand, il y commencera un parcours qui, comme déporté NN, le conduira à Compiègne-Royallieu (avec un séjour en région parisienne pour désarmer des bombes du bombardement de la gare de triage de La Chapelle), au camp de Neuengamme, au Kommando de Fallersleben ("ouvrier électricien" aux usines Volkswagen), pour être enfin libéré par les troupes de la 82nd Airborne, le 2 mai 1945 au camp de Wöbbelin-Ludwiglust. 1,75 m, 37 kg. Il est l'époux de Nicole Juncker, petite nièce de Maurice Juncker, avocat, membre du Parti d'unité prolétarienne et représentant de celui-ci au Bureau de Londres.
- Marc Virlogeux (1932-2008)[13]

Il a 11 ans lorsqu'il est arrêté avec ses parents et son grand-père. Compte tenu de leurs âges, lui et son grand-père seront libérés dans la soirée du 8 février 1944. Il ne reverra jamais ses parents et restera dans l'ignorance de leur sort jusqu'à la Libération, pour son père, jusqu'à la libération des camps de concentration pour sa mère. Il en restera marqué pendant toute sa vie.